# Pontinus castor
Pontinus castor är en fiskart som beskrevs av Poey, 1860. Pontinus castor ingår i släktet Pontinus och familjen Scorpaenidae. Inga underarter finns listade i Catalogue of Life.